# Nancy Drew e il passaggio segreto
Nancy Drew e il passaggio segreto (Nancy Drew and the Hidden Staircase) è un film del 2019 diretto da Katt Shea.
La pellicola, con protagonista Sophia Lillis nel ruolo di Nancy Drew, è l'adattamento cinematografico del romanzo del 1930 Il passaggio segreto (The Hidden Staircase) scritto da Carolyn Keene, già portato sul grande schermo col film omonimo del 1939.

## Trama
Dopo la morte della mamma, Nancy Drew ed il padre Carson si sono trasferiti da Chicago alla cittadina di provincia di River Heights, dove vive la sorella dell'uomo, Hannah. Per la brillante 16enne adattarsi alla nuova realtà non è facile, ma Nancy può contare sull'amicizia di George e Bess. E proprio per avere vendicato quest'ultima, rimasta vittima dello scherzo di un bullo, la ragazzina si ritrova a dover scontare diverse ore di servizio sociale.
Tuttavia, raccogliere cartacce per tutte le vacanze non sembra essere il destino di Nancy: mentre è impegnata a ripulire le aiuole di River Heights, sotto lo sguardo del giovane vice sceriffo Patrick, Nancy assiste alla strana richiesta di aiuto di un'anziana signora allo sceriffo Marchbanks. La donna, che si chiama Flora, sostiene che la sua casa sia infestata dai fantasmi e l'ufficiale ovviamente non le crede. Ma Nancy pensa che dietro agli strani racconti della donna ci sia un mistero da chiarire.
Flora mostra immediatamente simpatia per Nancy e la invita a trascorrere la notte a casa sua per fare luce sui fatti. Invece Helen, nipote della donna e fidanzata di Derek (il bullo autore dello scherzo a Bess), non è per nulla entusiasta, ma per amore della zia, decide di dare fiducia alla sua "rivale" e di partecipare anche lei all'indagine.
Nancy deve ora solo convincere il padre a lasciarle seguire il caso: il signor Drew non vuole che la figlia si cacci di nuovo nei guai, ma soprattutto è preoccupato perché la sera dello scherzo Nancy è stata seguita e minacciata da Willie Wharton, un brutto ceffo con una lunga fedina penale che vuole convincere il padre della ragazzina a smettere di portare avanti la causa contro la costruzione di una nuova ferrovia che dovrebbe attraversare la città.
Tuttavia, alla fine il signor Drew acconsente e Nancy va a trascorrere la notte a casa di Flora, promettendo al padre di contattarlo al mattino e alla sera. Nonostante un po' di tensione tra Nancy e Helen, la serata scorre senza grossi problemi, anche grazie alle incredibili storie dell'anziana donna. Ma l'atmosfera cambia quando la nipote della donna scorge un uomo con volto da maiale fuori dalla finestra. 
Nancy si precipita in giardino e vede allontanarsi l'automobile del padre di Derek. Poi incontra il vice sceriffo Patrick, che le dice che ha deciso di tenere d'occhio la vecchia villa di Flora. La detective in erba torna in casa e la situazione sembra tornare alla normalità, ma a un certo punto le luci iniziano a sfarfallare, le lampade sembrano galleggiare nell'aria, la sedia di Helen viene trascinata da qualcosa di invisibile, i cassetti e le ante degli armadi della cucina si aprono e si chiudono e l'uomo con il volto da maiale afferra Nancy e le dice di smettere di ficcare il naso.
La ragazzina si risveglia la mattina dopo con un gran mal di testa e si convince che la manifestazione soprannaturale alla quale hanno assistito sia in realtà una messinscena. Grazie al suo spirito di osservazione, Nancy nota alcune tracce sul pavimento, che la portano a scoprire una stanza segreta dietro ad una libreria. Insieme ad Helen, l'aspirante investigatrice esplora lo spazio nascosto e scopre che i "fantasmi" non sono altro che il risultato di una serie di trucchi utili a fare aprire cassetti e ante. Poi, le due scoprono un passaggio che porta al pozzo in giardino, svelando come il misterioso intruso riesca ad entrare e uscire dalla casa di Flora. L'unica cosa apparentemente senza spiegazioni sono le visioni, ma Nancy intuisce che possano essere il risultato di qualche droga. 
Helen, grazie alla sua influente famiglia, riesce a far annullare la punizione alla piccola detective per permetterle di indagare sul caso della zia a tempo pieno; quindi lei, Nancy, George e Bess decidono di utilizzare il laboratorio della scuola per identificare la misteriosa sostanza usata per provocare le allucinazioni. Ma George non è d'accordo a far entrare Helen nel loro gruppo e la ragazzina se ne va. Rimaste sole, le tre amiche continuano le analisi e alla fine scoprono che a causare le visioni è un composto che si trova nella noce moscata.
Nancy decide di affrontare Derek, ma a casa del giovane non c'è nessuno; si introduce quindi di nascosto e finisce con l'essere scoperta e arrestata dallo sceriffo. Ma grazie a una bugia del suo vice viene rilasciata, anche se deve fare i conti con la zia Hannah, decisamente arrabbiata. Tuttavia, quello che preoccupa davvero Nancy è che il padre continua a non rispondere; la ragazzina chiama quindi il suo socio Nate, che la rassicura dicendo che il padre è ad un incontro di lavoro in un campeggio, dove non c'è copertura di rete. Tuttavia, quando torna a casa, Nancy scopre che il padre aveva prenotato un albergo e capisce che c'è qualcosa che non quadra. Ruba quindi la macchina della zia per andare ad indagare all'hotel coinvolgendo Helen, che le dice che lei e Derek si sono lasciati, dimostrando di essere tutt'altra persona dalla ragazza superficiale ed egoista che sembrava.
Con intelligenza e molta faccia tosta, le due scoprono che il signor Drew è stato rapito da Willie Wharton (proprio mentre George e Bess vengono a sapere che l'uomo ha comprato grandi quantità di noce moscata) e Nancy capisce che il padre è tenuto prigioniero nella stanza segreta a casa di Flora. L'investigatrice avvisa il vice sceriffo Patrick, poi lei ed Helen tornano di corsa a River Heights e scoprono che il giovane ufficiale è stato messo fuori combattimento, mentre Carson e Flora sono tenuti prigionieri da Wharton e Nate. 
Origliando la conversazione, le ragazzine scoprono che i due volevano spaventare l'anziana signora per costringerla a vendere la casa, abbatterla e favorire la costruzione della ferrovia. Nancy ed Helen decidono quindi di stanare i due utilizzando gli "effetti speciali" della casa e, alla fine di un concitato scontro, le due ragazzine hanno la meglio e lo sceriffo arriva giusto in tempo per arrestare l'oramai ex socio del signor Drew ed il suo complice.
Nancy riabbraccia il padre, George e Bess fanno pace con Helen, diventano sue amiche e la ragazzina invita tutte al matrimonio di sua cugina al Lilac Inn, per un po' di meritato riposo e divertimento dopo tutto quello che è accaduto.

## Produzione
Le riprese del film sono iniziate nel giugno 2018 a Monroe.

## Promozione
Il primo trailer del film viene diffuso il 18 gennaio 2019.

## Distribuzione
La pellicola è stata distribuita nelle sale cinematografiche statunitensi a partire dal 15 marzo 2019.

## Riconoscimenti
- 2019 - Saturn Award[3]
  - Candidatura per il miglior film direct to video